# أبو الحجاج الضرير
أبو الحجاج يوسف بن موسى الضرير (ت 520هـ = 1126م) عالم بالنحو وعلم التوحيد والاعتقادات، من أهل سرقسطة، كانت له الإمامة في المذهب الأشعري، فقد ترك منظومة في العقيدة شهيرة، هي: (التنبيه والإرشاد في علم الاعتقاد)، وهي أرجوزة في أكثر من ألف وستمائة بيت، نظم فيها العقيدة الأشعرية، بأسلوب يجمع بين السهولة والاختصار، مع البساطة في المضمون، وقد رزقت القبول، وتولى كثير من العلماء تدريسها وشرحها، كما كانت تدرس بالجوامع في كل من الأندلس والمغرب وتونس وغيرها. وبذلك ساهمت في تكريس المذهب الأشعري بالمغرب والغرب الإسلامي. وتحتوي هذه المنظومة على تسعة وتسعين باباً تكلم فيها على وجوب النظر العقلي وجوباً عينياً على كل مسلم ومسلمة، وعن حدوث العالم، وعن صفات الله، ومسألة رؤية الله، وخلق الأفعال (الكسب)، والتأويل العقلي، وقياس الغائب على الشاهد، والنبوات والإمامة.